# Sporophiala indica
Sporophiala indica är en svampart som beskrevs av P.M. Kirk 1982. Sporophiala indica ingår i släktet Sporophiala, divisionen sporsäcksvampar och riket svampar.   Inga underarter finns listade i Catalogue of Life.